# Silvi
Silvi är en ort och kommun i provinsen Teramo i regionen Abruzzo i Italien. Kommunen hade 15 731 invånare (2018).